# 陈小华 (1964年)
陈小华 (1964年11月—)，湖南衡阳人，中共党员，原广州市荔湾区委书记，因应对2021年廣州市2019冠狀病毒病聚集性疫情不力被免职。陈小华曾就读于西南政法大学法律系、广东省委党校研究生班经济学专业。